# 颠倒乾坤
《颠倒乾坤》（英語：Trading Places）是1983年的美国喜劇電影，由約翰·蘭迪斯执导，蒂莫西·哈里斯和赫舍尔·魏因格罗德编剧，主要演员包括丹·艾克洛德、艾迪·墨菲、拉尔夫·贝拉米、唐·阿米契、丹霍姆·艾略特和杰米·李·柯蒂斯。影片讲述大企业主为打赌开展实验，令上流阶层商品经纪人和底层街头骗子互换身份，最终作茧自缚的故事。片中配角包括克里斯汀·霍尔比和保罗·格里森。
哈里斯在20世纪80年代初遇到非常富裕但却互为对头的兄弟两后想出本片大致框架，经常与他合作编剧的魏因格罗德一起完成理念创作，打算请李察·普瑞爾和吉恩·怀尔德主演。普瑞爾和怀尔德无法参与，蘭迪斯曾与艾克洛德合作，墨菲此时年纪尚轻，但知名度与日俱增，两人获选主演，本片是墨菲主演的第二部电影。柯蒂斯此前她基本以在电影业界不上台面的恐怖片闻名，派拉蒙影業提出异议，但兰迪斯坚持请她演出。电影主体拍摄从1982年12月持续到1983年3月，基本都全部是在費城和纽约取景。电影配乐由埃尔默·伯恩斯坦作曲，用沃尔夫冈·阿马德乌斯·莫扎特喜歌剧《费加罗的婚礼》选段作为基本主题。
《颠倒乾坤》上映后大获成功，收入9040万美元，在1983年北美电影票房榜上排名第四。影片获普遍好评，影评人一致称赞主要演员的表演，赞扬电影重现20世纪30到40年代脱线喜剧的辉煌。负面评论大多认为本片在鼓吹财富积蓄的同时，却不像过去的脱线喜剧那样包含深刻道理。《颠倒乾坤》获众多荣誉肯定，伯恩斯坦的配乐获奥斯卡金像奖提名，艾略特和柯蒂斯均获英国电影学院奖肯定。几位主角的事业得以腾飞或复兴，都在20世纪80年代出演多部电影，墨菲更成为好莱坞收入最高且最抢手的喜剧演员。
随着时间的推移，评论界一方面称赞本片是史上难得的喜剧或圣诞电影杰作，另一方面又批评片中的种族笑料和言辞。2010年，国会引述本片内容为证，建议改革商品交易市场，防止出现片中类似的內線交易。1988年，贝拉米和阿米契在墨菲主演的喜剧片《美国之旅》中亮相，扮演他们在《颠倒乾坤》中的角色。

## 剧情
伦道夫·杜克（Randolph Duke）和莫蒂默·杜克（Mortimer Duke）兄弟在宾夕法尼亚州费城合伙开办杜克与杜克商品经济公司（Duke & Duke Commodity Brokers），两人对先天与後天问题观点相反，决定开展实验并下赌注。实验内容是把社會階層天差地远的两人身份互换，观察两人何去何从。杜克兄弟看到公司教育良好且彬彬有礼的常务董事路易斯·温索普三世（Louis Winthorpe III）遇到底层街头骗子比利·雷·瓦伦丁（Billy Ray Valentine），温索普坚持要求警察将涉嫌抢劫未遂的瓦伦丁逮捕，杜克兄弟决定就用这两人实验。
杜克兄弟手下克拉伦斯·比克斯（Clarence Beeks）设计陷害温索普，后者突然变成众人眼中的窃贼、毒贩、花花公子并被公司开除，银行账户冻结，杜克家族大宅拒绝他进入，杜克兄弟的侄孙女佩内洛普（Penelope）本已同温索普订婚，此时也翻脸不认人，和朋友羞辱他。温索普和帮忙的妓女奥菲莉亚（Ophelia）成为朋友，承诺将来摆脱困境时一定付她大笔好处。杜克兄弟保释瓦伦丁并任命他出任温索普的职位，还把温索普的房子给他住。瓦伦丁上任后颇显得心应手，用街头滚打的经验达成目标，行为举止也变得有礼起来。
温索普在公司圣诞聚会期间混入，把毒品放进瓦伦丁的办公桌企图陷害，被人发现后挥动手枪在混乱中逃出大楼。杜克兄弟决定把实验赌注定为一美元，准备把瓦伦丁赶回街头，而且不打算恢复温索普的地位。瓦伦丁无意中听到两人密谋后去找温索普，后者此时已经服下过量药品自杀。瓦伦丁、奥菲莉亚和温索普的管家科尔曼（Coleman）悉心照顾温索普恢复健康，告诉他原来一切都是杜克兄弟仅一美元的赌局。两人从电视中发现比克斯正将美国农业部的橙子作物秘密报告送交杜克兄弟，然后想起杜克兄弟向比克斯支付的巨款，明白杜克兄弟企图提前获得内线消息，操纵冷冻浓缩橙汁市场。
瓦伦丁等人新年前夜登上比克斯所乘火车，打算把比克斯手中报告换成预测橙子作物欠收的假报告。比克斯发现后企图杀人，但被火车上的大猩猩打昏。四人把比克斯扮成大猩猩，把他关进装有真大猩猩的笼子，然后代替比克斯把报告交给杜克兄弟。温索普和奥菲莉亚拥吻，与瓦伦丁带着科尔曼和奥菲莉亚的毕生积蓄赶赴纽约。
杜克兄弟在商品交易大厅将所有资本投入购买冷冻浓缩橙汁期货，两人在交易商中颇具影响，其他人纷纷跟进，价格因此抬高，瓦伦丁和温索普趋机高价卖空冷冻浓缩橙汁期货。新闻称橙类作物预测收成正常，橙汁期货价格随即暴跌，瓦伦丁和温索普此时又从众人手中以低价买入，但就是不从杜克兄弟手中买，对冲不久前卖出的期货，赢得巨额利润。收市钟声响起，瓦伦丁和温索普告诉杜克兄弟，称两人打赌能否在发大财的同时把杜克兄弟变成穷鬼，温索普接下来把“输”掉的一美元递给瓦伦丁。交易所经理及助手找上杜克兄弟要求他们追加保证金，但杜克兄弟承认他们拿不出3.94亿美元（相当于2024年的12.4億美元），工作人员于是下令卖掉杜克兄弟在交易所的席位，两人立即破產，公司和个人资产均被没收。伦道夫捂住胸口倒下，莫蒂默徒劳地大声要求重新开市挽回损失。瓦伦丁、温索普、奥菲莉亚和科尔曼四名大富翁在热带海滩度假，同时笼子里的比克斯和大猩猩被装上开往非洲的大船。

## 演员
- 丹·艾克洛德饰路易斯·温索普三世：杜克与杜克商品经济公司常务董事，仓廪实而知礼节[1]。
- 艾迪·墨菲饰比利·雷·瓦伦丁：街头乞丐、骗子[2]。
- 拉尔夫·贝拉米（Ralph Bellamy）饰伦道夫·杜克，唐·阿米契（Don Ameche）饰莫蒂默·杜克：两人共同拥有杜克与杜克商品经济公司，为人贪得无厌[1]。
- 丹霍姆·艾略特饰科尔曼：温索普的管家[3]
- 杰米·李·柯蒂斯饰奥菲莉亚：帮助温索普的妓女[2]。
- 克里斯汀·霍尔比（Kristin Holby）饰佩内洛普：杜克兄弟的侄孙女，温索普的未婚妻[4]。
- 保罗·格里森（Paul Gleason）饰克拉伦斯·比克斯：杜克兄弟的秘密心腹、安全专家[5]。

除上述主要演员外，罗伯特·柯蒂斯·布朗（Robert Curtis Brown）在片中出演温索普的情敌，追求佩内洛普的托德（Todd）；阿尔弗雷德·德雷克（Alfred Drake）饰证券交易经理；吉姆·貝魯什饰新年前夜参加聚会的哈维（Harvey）。此外影片还有多人客串出镜，如歌手波·迪德利饰当铺老板。柯蒂斯的姐姐凯莉·柯蒂斯（Kelly Curtis）饰佩内洛普的朋友玛菲（Muffy）；《大青蛙布偶秀》木偶师法蘭克·歐茲和理查德·亨特（Richard Hunt）分别饰演警察和交易大厅杜克兄弟的经纪人威尔逊（Wilson）；曾与艾克洛德在《週六夜現場》合作的汤姆·戴维斯（Tom Davis）和艾尔·弗兰肯饰火车行李处理员。
罗恩·泰勒（Ron Taylor）饰“黑人壮汉”；美式足球运动员特纳（J. T. Turner）饰“个头更大的壮汉”，片中的台词只有“就是！”吉安卡洛·伊坡托饰监狱犯人。埃文·朗（Avon Long）饰杜克兄弟的管家以斯拉（Ezra），这是他最后一部在影院放映的电影。火车上的大猩猩是哑剧演员唐·麦克劳德（Don McLeod）所扮。

## 制作

### 编剧和早期发展
编剧蒂莫西·哈里斯（Timothy Harris）在20世纪80年代初经常和两兄弟打网球，两人既有钱又节俭，经常打赌或相互竞争。某天打球这两兄弟又发生冲突，哈里斯的心情大受影响，回到家后认定这两人实在不怎么样，但也给予他灵感，设想两兄弟打赌先天与后天因素对人的能力影响有多大。哈里斯把构想告诉经常合作编剧的赫舍尔·魏因格罗德（Herschel Weingrod），后者觉得靠谱。哈里斯还从亲身经历汲取灵感，他曾是洛杉矶费尔法克斯大道（Fairfax Avenue）附近的破落户，这里“犯罪丛生，每个人要么曾面对枪口，要么曾被强奸”。
哈里斯与魏因格罗德研究日用品交易市场，了解金融市场重大事件，如苏联企图操纵小麦市场，亨特兄弟试图操纵白银市场，引发白銀星期四等。片中的交易商品是橙汁和猪肚，因为两位编剧觉得公众根本想不到如此平凡的东西也会在期货市场交易，所以会更加好笑。为了解交易大厅运作，哈里斯咨询商品交易从业人士。两位编剧认为，只要内容不致局限在金融市场本身，选择商品交易市场充当电影背景应该会很有趣。为吸引观众，他们决定把故事背景放在费城，因为这里是美国的诞生地，代表美国梦、理想主义和对幸福的追求。如此情境下，黑人比利·瓦沦丁沿街乞讨就形成鲜明对比。编剧知道部分观众可能很难理解两位男主角最终是如何赢得大笔金钱，但希望大家届时只为成功感到兴奋，不去在意这些细节。
编剧把剧本以《黑与白》（Black and White）之名卖予派拉蒙影業，公司高管杰弗瑞·卡森伯格邀请导演約翰·蘭迪斯接手。兰迪斯对剧本名称不以为然，但觉得内容不错，可与20世纪30年代导演法蘭克·卡普拉、李歐·麥卡瑞及普莱斯顿·斯特奇斯（Preston Sturges）经常讽刺社会结构、阶层及文化议题的脱线喜剧媲美。兰迪斯希望本片反映20世纪80年代的上述内容，还称80年代和30年代相比也没多大区别，多出来的基本上就是脏话和裸体。导演还表示，他也花费不少时间才理解片尾的交易到底是怎么回事儿。

### 选角

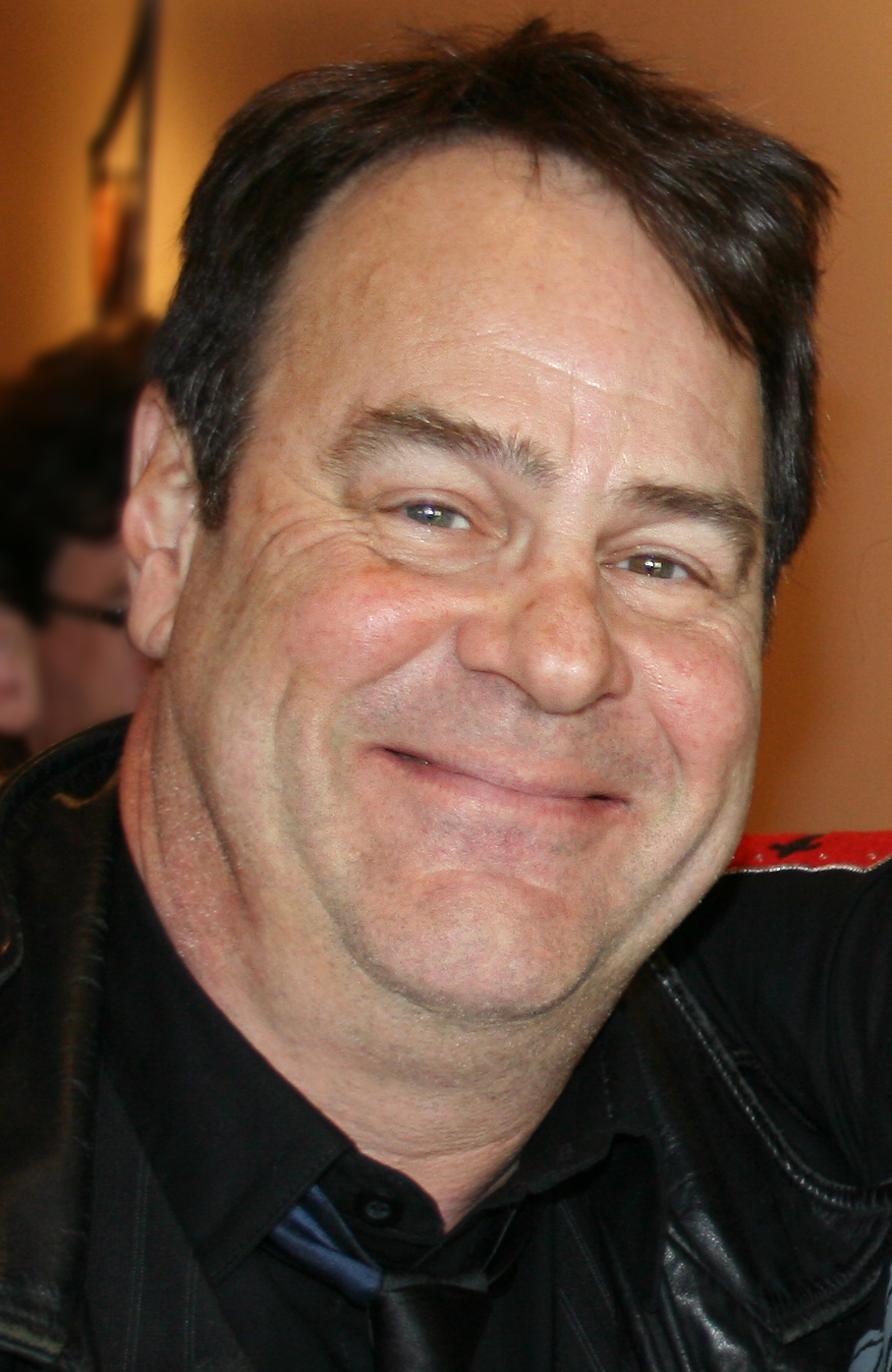
派拉蒙影業觉得丹·艾克洛德（图，摄于2009年）此前的成功应当归功于已故演员約翰·貝魯西，所以不想找他扮演男主角。但导演約翰·蘭迪斯曾与艾克洛德合作，决定请他出演

哈里斯和魏因格罗德编剧时的构想是请喜剧双人组合李察·普瑞爾和吉恩·怀尔德分别饰演瓦伦汀和温索普，两人因《油腔滑调》（Stir Crazy，1980年）大获成功变得炙手可热。普瑞爾在吸毒时烧成重伤，制片商决定另请高明。派拉蒙影业建议邀请艾迪·墨菲。公司起初对墨菲在处女作《48小時》（1983年，此时还没上映）中的表现不满意，该片一开始也打算请普瑞爾主演。但电影试映观众反响热烈，促使派拉蒙改变主意。墨菲凭在《周六夜现场》演出声名鹊起，兰迪斯虽然没听说过，但对墨菲的试镜带很满意，亲赴纽约与他面谈。墨菲自称参演《颠倒乾坤》的片酬是35万美元，但有报导称实际数字高达100万。
兰迪斯想请艾克洛德和墨菲共同主演，他和艾克洛德在音乐喜剧片《福祿雙霸天》（1980年）的合作十分愉快。兰迪斯称：“他能轻松演好（温索普）……说明你想要的效果，他就能做到，我觉得他会很出色。”派拉蒙影业对艾克洛德观感普遍，公司高管认为他与約翰·貝魯西组合时表现更好，但貝魯西已经去世，艾克洛德独立演出时表现一般，而且近来几部电影票房不佳。最终艾克洛德同意削减片酬。
制片商反对邀请杰米·李·柯蒂斯主演。柯蒂斯此时尚属“尖叫女王”，大部分演出经验都是低档B級片。她曾与兰迪斯在恐怖纪录片《即将上映》（Coming Soon）合作，饰演节目主持人。柯蒂斯觉得一直只演恐怖片会限制未来职业前景，想拓宽戏路。她的母亲珍妮特·利因出演《驚魂記》扬名，但她为摆脱恐怖片宁愿谢绝参演《惊魂记2》（Psycho II，1983年）。柯蒂斯不久前出于人情主演約翰·卡本特执导、黛布拉·希尔（Debra Hill）制片的砍杀电影《月光光心慌慌2》，片酬达100万美元，但演出《颠倒乾坤》的酬劳仅七万美元。面对是否研究如何演妓女的问题柯蒂斯笑称：“我也想说去过42街（红灯区）接客，但我真没有啊。”获选出演时她本是一头长发，但在服装设计师戴博拉·纳杜尔曼（Deborah Nadoolman）建议下剪短。
拉尔夫·贝拉米是出演伦道夫·杜克的第一人选。兰迪斯想请20世纪30到40年代比较有名，同时又没演过大坏蛋的演员诠释莫蒂默·杜克，他的第一人选是雷·米倫，但米倫身体状况不佳，保险公司经检查后拒绝为他参演本片承保。导演在电影即将开拍之际想到唐·阿米契，但选角总监居然宣称阿米契已经过世。兰迪斯对此颇感难以致信并与美国演员公会联系，想知道他的下落。公会确认阿米契没有经纪人，版税收入都是转交给他身在亚利桑那州的儿子，兰迪斯至此相信阿米契真的死了。得知兰迪斯在找阿米契后，派拉蒙影业工作人员自称经常在加利福尼亚州圣莫尼卡的圣维森特大道（San Vicente Boulevard）看到阿米契，导演于是联系查号台寻找。阿米契已经十余年没有参加电影演出，自称这是因为没人请他出演。制片商觉得不值得花费米倫同等片酬请阿米契演出，阿米契此时经济富足，根本不怕失去工作机会，所以坚持要同工同酬。兰迪斯声称派拉蒙对邀请长期远离银幕的阿米契演出不满，所以削减本片预算。
约翰·吉尔古德和罗尼·巴克（Ronnie Barker）都曾是温索普管家科尔曼的扮演人选，但巴克拒绝在离家（他家在英国）超过11公里的地方参与电影摄制。水门事件核心人物戈登·利迪（G. Gordon Liddy）获邀出演贪腐官员克拉伦斯·比克斯，起初他很有兴趣，但在得知片中比克斯沦为大猖猖的情侣后谢绝，保罗·格里森接手。片中比克斯乘火车时看书打发时间，这本书便是利迪的自传。唐·麦克劳德因在新秀麗旗下品牌美国旅行者的广告中扮演大猩猩闻名，并因此获聘出演包括本片在内的多部电影。

### 摄制

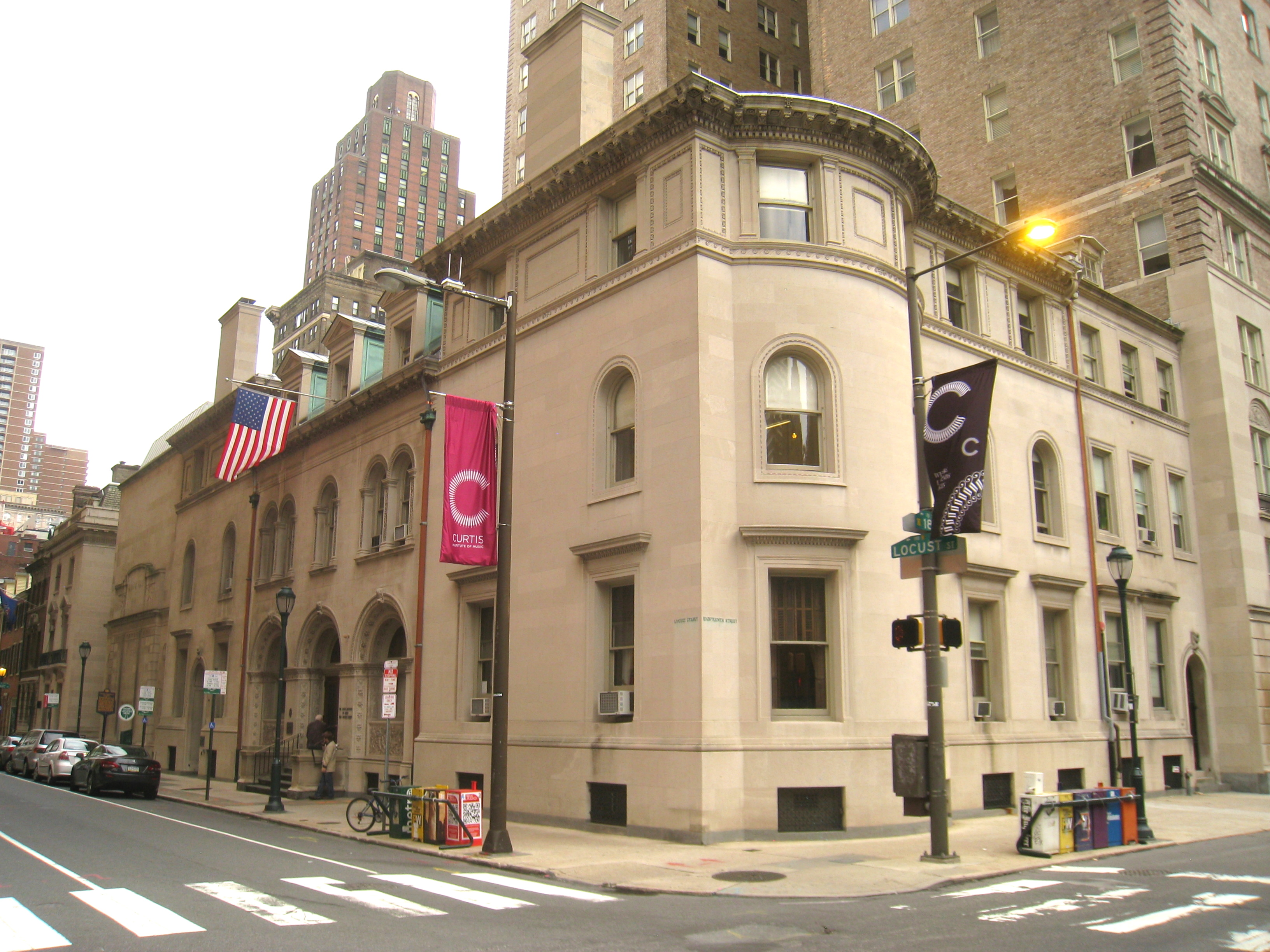
2010年的柯蒂斯音樂學院，温索普和瓦伦丁首次相遇的镜头便是在上图建筑取外景

电影的主体拍摄于1982年12月13日开始，预算估计为1500万美元。影片基本是在费城和纽约取景，罗伯特·佩恩特（Robert Paynter）和马尔科姆·坎贝尔（Malcolm Campbell）分别负责摄影和剪辑。
剧本在电影摄制期间经过许多小调整，剧组鼓励演员即兴发挥。大部分改动会先讨论，也有部分即兴内容因有趣获保留。如瓦伦丁把伦道夫比作積遜五人組的兰迪·杰克逊，以及在狱中示范武打动作的情节。墨菲很喜欢《颠倒乾坤》的剧本，觉得不像《48小时》那样全凭导演華特·希爾力挽乾坤。不过他还是提议修改瓦伦丁的许多台词，称白人编剧写黑人台词难免拘泥既定印象，很多辞汇早已过时，由他来改相信能更真实。魏因格罗德称，制片商曾反对墨菲所写台词，因为里面提到的香烟品牌主要针对非裔美国人消费者，派拉蒙担心这太显种族歧视，但墨菲还是坚持采用。奥菲莉亚假装欧洲交换生欺骗比克斯的情节属即兴发挥，柯蒂斯不会德国口音，所以虽是德国打扮，说话却是瑞典口音。
电影开拍后前十五天在费城取景，兰蒂斯称当时天气滴水成冰。拍摄杜克兄弟接瓦伦丁出狱的镜头时，阿米契、贝拉米和墨菲所乘劳斯莱斯汽车内有小型取暖器保暖，身穿厚重派克大衣的兰迪斯坐在前面拖着劳斯莱斯前进的牵引车内，用无线电收听演员的台词。据兰迪斯回忆，三名演员演戏之余还说起段子，贝拉米称《颠倒乾坤》是他出演的第99部电影，阿米契称这是他第100部影片，墨菲于是直理气壮地宣布：“咱仨一共拍了201部电影！”温索普家的外景是在中心城区（Center City）联排别墅取景；费城铸币局（今费城社区学院）充当警局外景地。富国银行大厦外部和大堂便是杜克兄弟公司的外景和大堂。

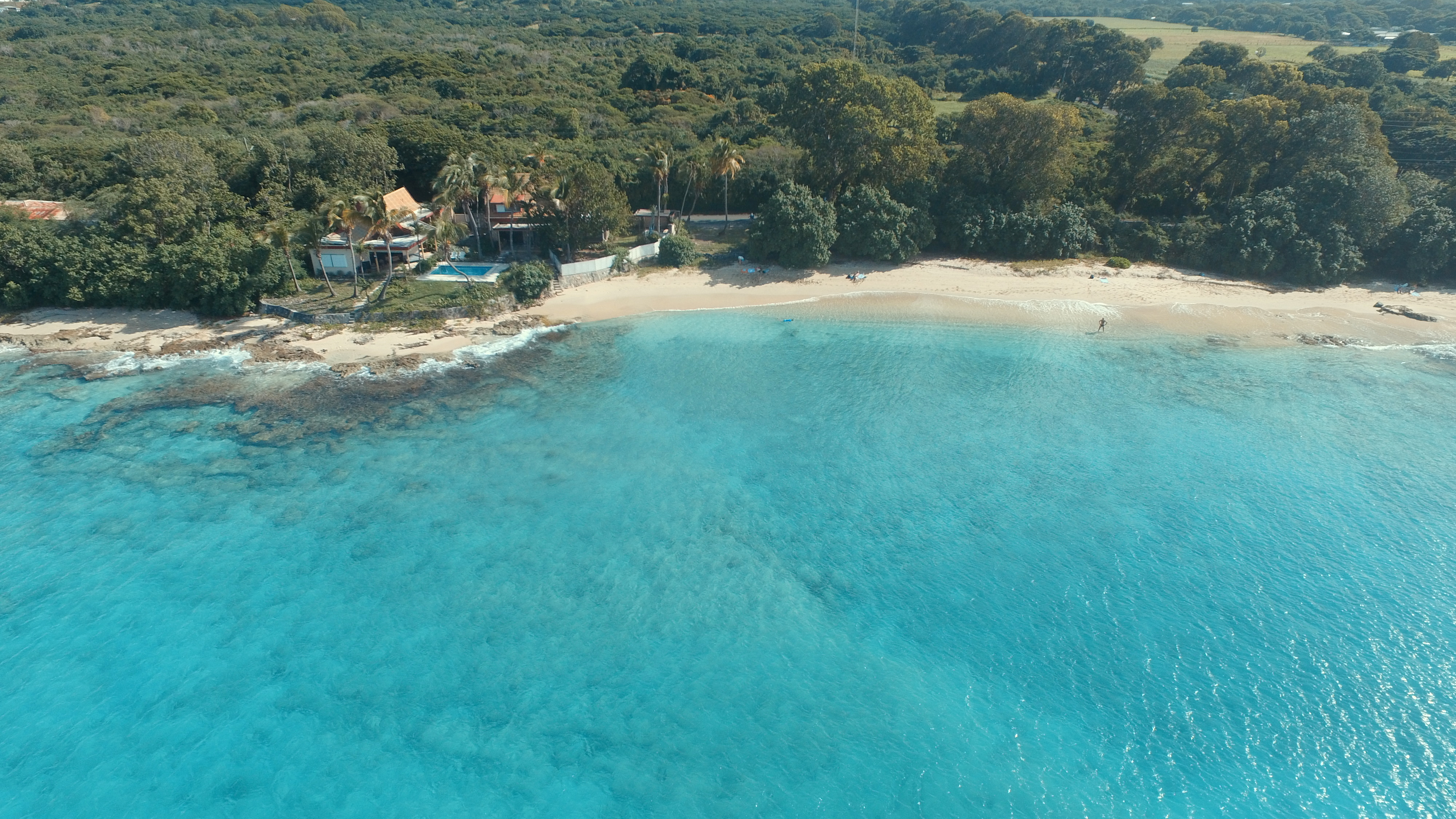
温索普、瓦伦丁、奥莉菲亚、科尔曼发财后度假的热带海滩是在美屬維爾京群島圣克罗伊岛取景

杜克与杜克商品经济公司楼上办公室是在纽约第七军团枪械库内部摄制。瓦伦丁在里滕豪斯广场首度亮相并假装跛足；广场不远的柯蒂斯音樂學院充当片头俱乐部外景，两位主角在此第一次碰面。俱乐部内景是在当时已经废弃的纽约商会大厦拍摄，片中还有美國獨立紀念館的镜头。费城影迷对墨菲非常热情，以致警察驻守在他的房车外维持秩序。
摄制组1983年1月转战纽约，许多室内情节在此取景。二月下旬，剧组借用中央街纽约州最高法院12楼的两间牢房拍摄。警局囚室一般不会空置，但电影摄制对城市而言也属投资，市长办事处同意配合导演的要求，派拉蒙支付在此期间产生的费用。《纽约时报》取笑惩戒署多年来不管庭审还是传讯需要都从未及时移交犯人，但《颠倒乾坤》拍摄当天却能在九点前把近三百名犯人转移到12楼。
片尾瓦伦丁和温索普赚取巨额利润并迫使杜克兄弟破产的镜头是在世界貿易中心四號大樓紐約商品期貨交易所拍摄，镜头显示大厅内没有窗户，显得好像位于地下，但实际上是在楼房高层。剧本中这场戏是在芝加哥商品交易所展开，但管理人员拒绝剧组前往摄制。整场戏共花两天拍完，每天约三到四小时。剧组原计划在工作日摄制，但两位主演现身后交易员无法集中精神工作，价值超过60亿美元的交易被迫暂停，拍摄日期于是改到周末。镜头中大部分人员都是真正的交易员，还有部分群众演员。据兰迪斯回忆，现实中的交易员对待彼此不像片中那么粗暴。导演还在没有告知工作人员的情况下拍下一些额外镜头备用。阿米契反对台词中的粗话，经常因台词有脏话提前向其他人道歉，片尾他朝伦道夫大喊“他个锤子”的镜头只拍一次。片尾几位主角在海滩庆祝的镜头是在美屬維爾京群島圣克罗伊岛取景。主体拍摄在1983年3月1日收尾，历时78天。

### 音乐
《颠倒乾坤》的配乐由埃尔默·伯恩斯坦作曲，他已多次和兰迪斯合作，如《福祿雙霸天》和恐怖喜剧片《美国狼人在伦敦》（An American Werewolf in London，1981年）。采用沃尔夫冈·阿马德乌斯·莫扎特喜歌剧《费加罗的婚礼》作为配乐基本主题源自兰迪斯的构想，此前他导演的电影就用古典音乐代表上层阶级，他觉得这应该也适合金融行业举足轻重的精英人士。《费加罗的婚礼》讲述仆人遭受富有的雇主冤屈，后为报仇揭露雇主的阴谋。
伯恩斯坦自行编曲反映各场景的不同情绪。《费加罗的婚礼》序曲在电影开场时响起。片中其他古典曲目包括爱德华·埃尔加的《威风堂堂进行曲》，还有莫扎特的《第41交响曲》。本片包含的歌曲包括：西尔维斯特（Sylvester）和帕特里克·考利（Patrick Cowley）的《你想跳放克舞吗》（Do You Wanna Funk），布伦达·李（Brenda Lee）的《圣诞铃铛摇滚》（Jingle Bell Rock），小伊娃（Little Eva）的《洛克舞》（The Loco-Motion），以及剪影组合（The Silhouettes）的《快去找工作》（Get a Job）。

## 发行
业界预计1983年夏（六至九月）能打破前一年14亿美元的暑期票房纪录，有望大卖的电影包括《星球大战》三部曲之三《绝地归来》、《超人III》，以及最新的詹姆斯·邦德系列电影《鐵金剛勇破爆炸黨》，计划在这短短16周内上映的电影超过40部。片商只能想办设法避免自家电影碰上太过强劲的对手，影响票房收入。派拉蒙影业选择在暑期刚开始时发行《颠倒乾坤》，这样电影就能在这繁忙的几个月上映更长时间，更有望取得好成绩。此时的市场大片都是科幻和超级英雄题材，喜剧片已属冷门类型，目标观众就是已经看过大片或对大片没兴趣的消费者。《绝地归来》在五月上映，《超人III》六月中旬发行，《颠倒乾坤》夹在两者中间。续集通常凭借前作的口碑卖座希望很大，但片商对《颠倒乾坤》也很有信心，觉得几位演员的号召力足以保证成功。

### 票房
1983年6月8日，《颠倒乾坤》在北美1375家电影院全面上映，前两天收入170万美元，周末又进账730万美元，平均每家电影院5344美元，周末票房在所有电影中排第三，仅次于发行第三周的《绝地归来》（1200万美元）和同一周上映的《鐵金剛勇破爆炸黨》（890万美元）。影片第二个周末拿下700万美元，仅次于《绝地归来》（1120万美元）和刚刚上映的《超人III》（1330万美元）同样排名第三。电影第三个周末收入550万美元位居第五，落后于《绝地归来》（1110万美元）、《超人III》（900万美元）、新上映的性喜剧《留校查看2》（Porky's II: The Next Day，700万美元）和科幻恐怖片《阴阳魔界》（Twilight Zone: The Movie，660万美元）。
《颠倒乾坤》始终没有在票房榜登顶，但却保持前十连续17周之久。截至九月，影片已累积进账8060万美元。电影的院线发行总票房约为9040万美元，在1983年电影票房榜上位居第四，仅次于《绝地归来》（3.09亿美元）、《母女情深》（1.08亿美元），以及派拉蒙影业的意外惊喜《闪电舞》（Flashdance，9046万美元）。业界专家于1997年估计，制片方因本片获得的总收入为4060万美元。《颠倒乾坤》在其他国家的票房表现缺乏记载。

## 反响

### 专业评价

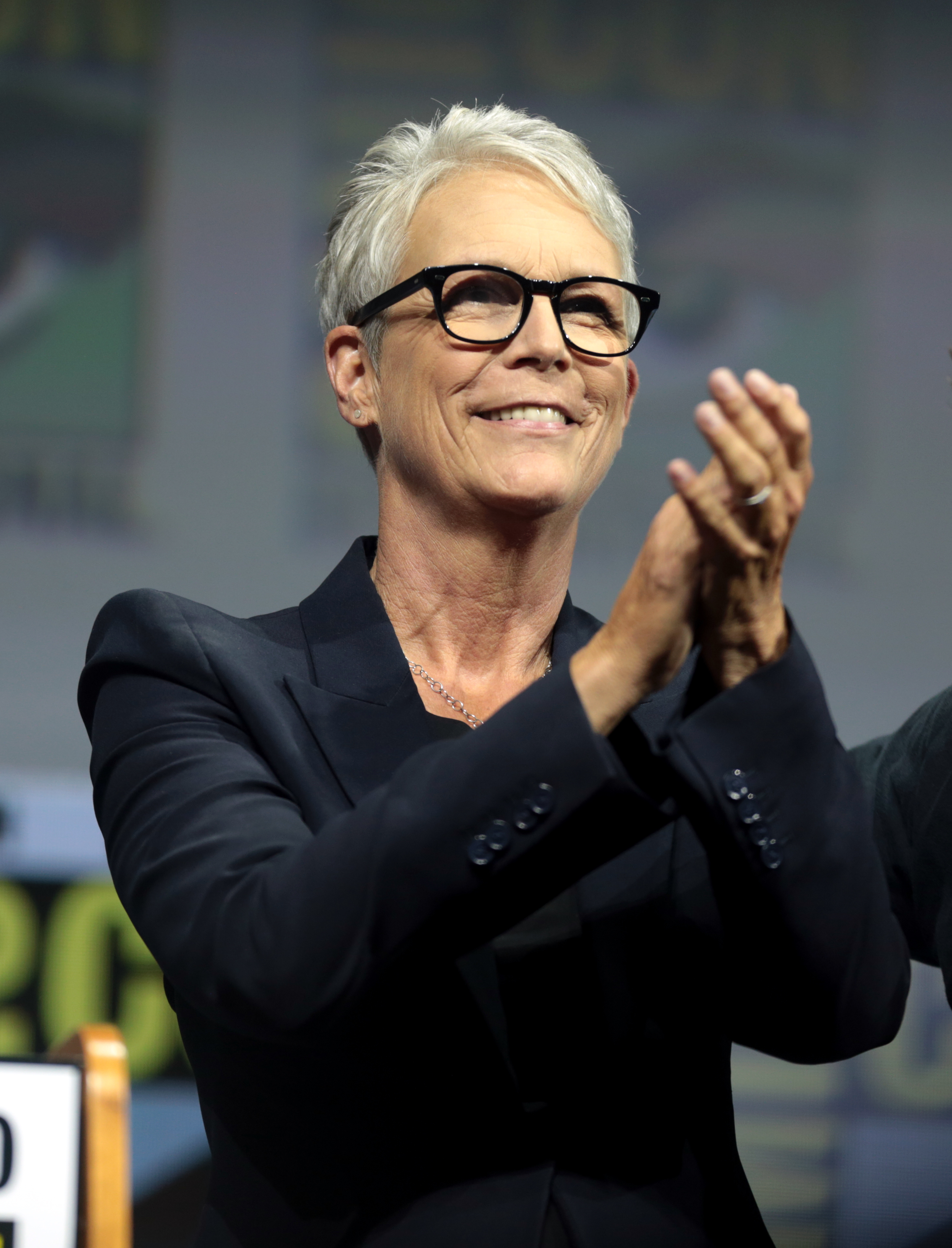
评论界此前觉得杰米·李·柯蒂斯（摄于2018年）不过是恐怖片女星，对她不屑一顾，但她在《颠倒乾坤》中的突破演出广受好评

《颠倒乾坤》赢得评论界普遍好评，影评人将电影与20世纪30至40年代凸显社会意识的喜剧片相提并论，如《我的戈弗雷》（My Man Godfrey，1936年）、《轻松生活》（Easy Living，1937年）、《七月圣诞》（Christmas in July，1940年）和《蘇利文遊記》等普莱斯顿·斯特奇斯、弗兰克·卡普拉及格雷戈里·拉·卡瓦（Gregory La Cava）导演的作品。珍妮特·马斯林（Janet Maslin）在《纽约时报》发文，称本片颇为讨喜但“亏欠”脱线喜剧良多：“如果普莱斯顿·斯特奇斯灵感少一点的同时又拥有大笔资金，他十有八九会拍类似《颠倒乾坤》的电影”，意指影片创意与斯特奇斯的作品相当尚有不及。《华盛顿邮报》刊登加里·阿诺德（Gary Arnold）的文章，称本片与30到40年代的老片相比矛盾之处太多。文森特·坎比（Vincent Canby）感觉本片就像20世纪80年代时髦版的脱线喜剧，只是过去这类电影通常强调“钱不重要”的道德观，但《颠倒乾坤》没有这种意味，人物没有对金融系统下手或暴露腐败，最后的行动只是报复杜克兄弟顺便大发横财。不过坎比仍然认为本片是很长一段时间以来难得的美国喜剧杰作。马斯林也觉得电影过于沉迷财富，无意批评金融体系及其失败之处。在她看来，这就像电影形式的美国梦。
《芝加哥读者报》（Chicago Reader）的戴夫·基尔（Dave Kehr）称，《颠倒乾坤》在向脱线喜剧致敬，但只保留“最令观众满意的环节”，其他特点全部剥离，避免深入该类型常见的道德冲突。《综艺》杂志刊登的评论认为，电影中段幽默尚显不足。《人物》周刊称赞影片结局完美，但阿诺德觉得部分观众可能不明白“英雄”最后到底有何做为，这样安排太过依赖观众对“英雄”及其行为的理解。在他看来，即便是从滑稽电影角度出发，影片情节也太过天马行空。罗杰·伊伯特称，本片结局没有“疯狂的追逐”，这就已经很有创意。他认可电影在表现温索普和瓦伦丁社会地位互换时既不依赖明显的种族戏剧冲突，也没落入情景喜剧的俗套。伊伯特赞扬片中着重体现人物发展，以鲜明的人物特点令电影更加生动有趣。在他看来，这令本片剧本更具深度，不像大部分喜剧片那样流于肤浅。
演员表现同样普受好评。马斯林认为影片选角颇显怪异但效果很好，融多个好莱坞世代于一身。伊伯特认为演员和编剧表现出色，令原本可能局限于思维定势的人物升华，艾克洛德和墨菲堪称黄金搭档。坎比声称，墨菲的表现足够说明他何以成为十年来最成功的笑匠。影评人把瓦伦丁和他在《48小时》中的角色对比。阿诺德称本片证明墨菲的成功绝非侥幸，他的喜剧才华实在来劲儿。坎比认为墨菲通过《颠倒乾坤》证明他“轻盈、优雅同时又能掌控热闹场面”的表演功底。
影评人普遍认为艾克洛德表现优于之前出演的电影。《人物》周刊声称，哪怕观众已因失败作《臭味相投》（Neighbors，1981年）和《双面博士》（Doctor Detroit）放弃艾克洛德，《颠倒乾坤》 也能重振他的事业。坎比称赞艾克洛德的表现比过去更稳定，证明他不是依靠与約翰·貝魯西合作才能成功。阿诺德认为，艾克洛德与其他演员共同主演时表现最好。《华盛顿邮报》还刊登丽塔·肯普利（Rita Kempley）的文章，称艾克洛德与墨菲搭档的效果比起之前与貝魯西也毫不逊色。
《综艺》刊登的评论认为，贝拉米、阿米契、艾略特和柯蒂斯四名配角对电影作用很大。影评人称赞柯蒂斯高明的喜剧才华。阿诺德认为角色本身很老套，情节基本不出预料，但柯蒂斯极富感染力的幽默演出赢得观众认可。《人物》周刊称赞她的表演“惊艳”，肯普利觉得她既“婀娜”又“活力四射”。坎比声称，柯蒂斯首度主演非喜剧片就表现出“异常出众的幽默细胞”。基尔批评兰迪斯总把作品中的女主角描绘成“胸部丰满的兔女郎”，本片也不例外。伊伯特认为电影请贝拉米和阿米契出演堪称“神来之笔”；坎比也认为两人的角色无论剧本还是实际刻画都很完善，在他看来，阿米契的角色一直都很幽默，本片也不会让人失望。
《人物》周刊赞扬导演内敛和克制的风格，是电影成功的重要原因。坎比称，兰迪斯已经证明他既能掌控特效的堆砌，也能驾御戏点精准的喜剧。但阿诺德提出异议，觉得导演对本片喜剧时机的把握不及前作，处理素材的能力尚显不足。《人物》周刊还称赞两位编剧精心编写的剧本，但阿诺德认为他们未能百尺竿头更进一步，像过去的脱线喜剧那样着眼应对社会差异，升华主题。

### 荣誉
《颠倒乾坤》在1984年的第41届金球奖角逐中获两项提名，其中音乐剧及喜剧类最佳影片奖提名败给浪漫剧情片《燕特尔》（Yentl），墨菲所获音乐剧及喜剧类最佳男主角奖提名不敌主演喜剧剧情片《凡夫俗女》（Educating Rita）的迈克尔·凯恩。伯恩斯坦在第56届奥斯卡金像奖角逐中获最佳原创配乐奖提名，最终为《燕特尔》作曲的米切尔·莱格兰德、阿兰·伯格曼（Alan Bergman）和玛丽莲·伯格曼（Marilyn Bergman）胜出。
艾略特和柯蒂斯分别获第37届英国电影学院奖最佳男配角和最佳女配角奖，哈里斯和魏因格罗德获最佳原创剧本奖提名，但不敌1982年黑色喜剧《喜剧之王》的编剧保罗·D·齐默尔曼（Paul D. Zimmerman）。。

## 发行之后

### 成绩分析和影响

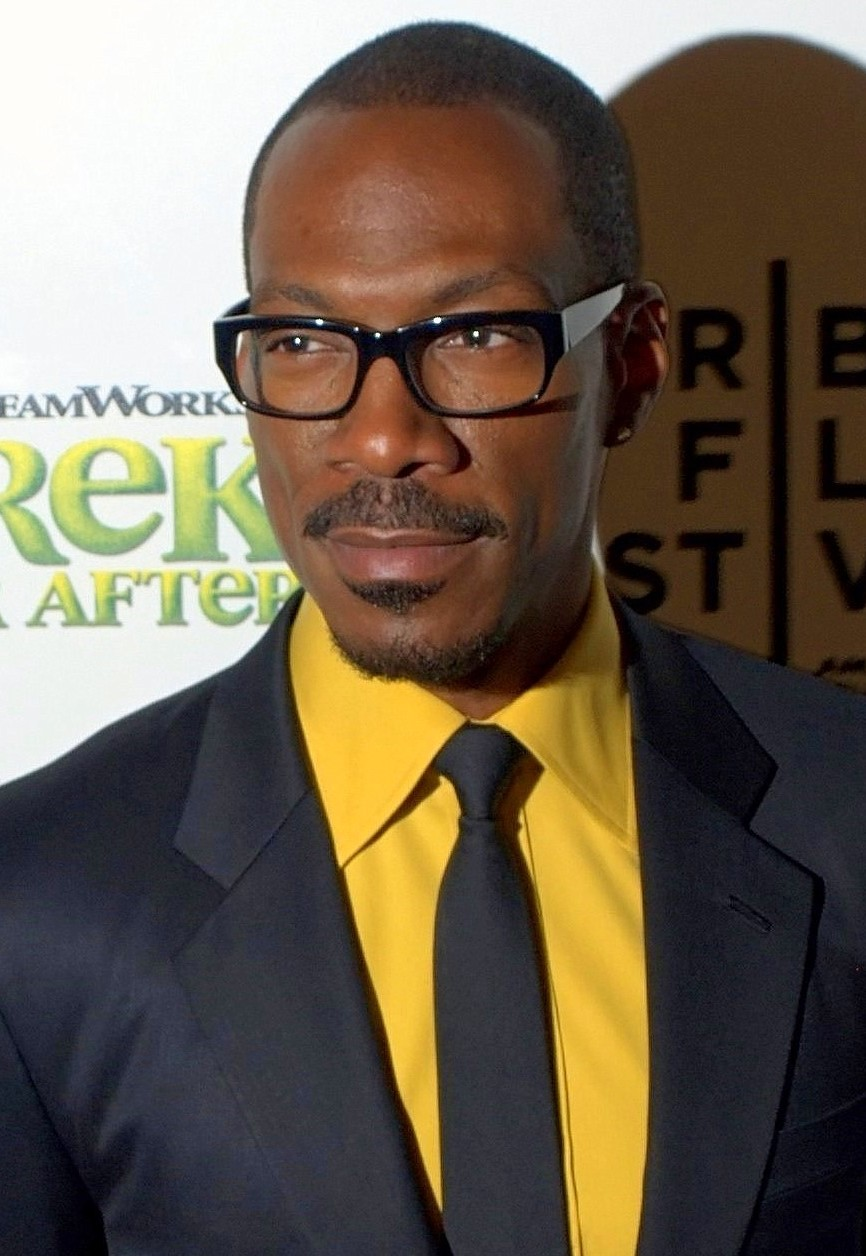
《48小时》和《颠倒乾坤》的成功令艾迪·墨菲一跃成为电影巨星

1983年暑期美国电影票房超过15亿美元，正如业界预测的那样超过上年纪录，即便考虑票价上涨因素增幅依然可观。不过，全年电影还是既有黑马，又有出人意料的失利。《超人III》、动作喜剧《横冲直撞斗飞车》（Smokey and the Bandit Part 3）和《王牌赛手》（Stroker Ace）均未达票房预期，大明星史提夫·馬丁主演的科幻喜剧《双脑人》同样表现欠佳。相比之下，《闪电舞》评价不佳却是全年最大的黑马，冲至年度票房榜第三。《纽约时报》同年九月发文，称年度票房榜前15的电影中只有《颠倒乾坤》值得毫无保留地推荐。影片既叫好又叫座，商业表现可与《闪电舞》和《绝地归来》一较短长。时任米高梅/联艺电影制作副总裁彼得·巴特（Peter Bart）声称，《颠倒乾坤》属于卖弄噱头的“高概念”电影，情节和人物塑造处于次要地位。他还称，本片和《闪电舞》的成功导致许多人向他推销电影构想，大多混有《颠倒乾坤》式的高概念，结合与《闪电舞》相比换汤不换药的霹雳舞或健身房背景。在他看来，这样的趋势很要不得。据哈里斯回忆，曾有人询问本片剧本是否源于制片人阿羅·拉索或杰弗瑞·卡森伯格的构想，再聘请他来编写。哈里斯还称，从人们想要分享功劳就能看出，本片肯定很成功。
《颠倒乾坤》对片中许多演员的事业影响很大，其中墨菲最为显著，凭借一年两部大卖作品，他从电视笑匠华丽转身为超级巨星。业内专业人士认为他的票房号召力仅次于克林特·伊斯特伍德，此前任何非裔美国演员都难望项背。据称他主演《颠倒乾坤》的片酬达100万美元，获邀主演第三部电影《比佛利山警探》时要价300万美元，这已是当时最热门电影明星的薪酬水平。
《颠倒乾坤》上映后不久，派拉蒙影业和墨菲签署价值2500万美元的五部电影独家合约，数额之高当时还非常罕见。派拉蒙还同意为他开办的艾迪·墨菲影业注资。除墨菲外，同年涌现的青年明星包括馬修·波特歷、湯姆·克魯斯和米高·基頓，每人都不到30岁，表明观众平均年龄持续增长，从少年成长为青年，电影的主要目标观众不再是儿童。墨菲迅速成名后离开《周六夜现场》，自称发达引来妒恨，导致他不想再保留这份工作。
艾克洛德的事业经历一系列失败后终于从《颠倒乾坤》迎来转机。接下来他在20世纪80年代主演多部成功作品，如1984年的现象级大片《魔鬼剋星》，1985年的《光棍出差》（Spies Like Us）和1987年的《法网》，1989年的《为黛茜小姐开车》为他赢得奥斯卡最佳男配角奖提名。《颠倒乾坤》为柯蒂斯的事业带来突破，不再局限于恐怖片领域。1988年约翰·克里斯邀请她出演喜剧片《一条叫旺达的鱼》，根本原因就是看重柯蒂斯在《颠倒乾坤》的演出。柯蒂斯称，兰迪斯当年选择她出演奥菲莉亚可谓“以一己之力改变我的人生”。息影十余年的阿米契也凭本片重新回到公众视野，1985年又出演科幻喜剧《魔茧》（Cocoon），为他赢得生命中唯一的奥斯卡奖（最佳男配角）。
与几位演员相比，导演兰迪斯此后的运气要差得多。他导演《阴阳魔界》期间片场发生重大事故导致多名演员死亡，法律诉讼紧随其后，事业遭受挫折，随后导演的几部电影成绩一般。据墨菲透露，邀请兰迪斯导演1988年喜剧片《美国之旅》（Coming to America）就是为支持他的事业。两人在片场的相处不甚和睦，但之后又在1994年的《比佛利山超级警探3》（Beverly Hills Cop III）第三度合作。哈里斯和魏因格罗德跻身大牌编剧行列，两人后来起诉《颠倒乾坤》制片人阿羅·拉索没有按约定支付0.5%的制片人利润分成，估计价值15万美元，案件结果至今不明。

### 家用媒体
20世纪80年代初，錄影機家用视频市场迅速普及。1982年时，VHS录像带营收尚不入片商法眼，但1983年局面大变，录像带收入最高可达电影总收益的13%，单北美洲录像带版权收入就有50万美元。派拉蒙于1984年5月发行《颠倒乾坤》的录像带，单价39.95美元，远低于80美元的市场标准价，推动家用录像机普及。按此时的市场惯例，票房大卖电影预计能在家用媒体市场拿下五百至一千万美元，本片及动作惊悚片《拨云见日》在五月的录像带租赁市场表现出众。派拉蒙与Showtime電視網签署价格五亿美元的独家协议，在该台播出旗下包括《颠倒乾坤》在内的众多电影，有评论称派拉蒙认为在电视电影播放市场一家独大的地位对片商营收不利，故而有意打破垄断。
本片的DVD于2002年10月面世，2007年又发行特别收藏版（又称“好看又舒服”版）DVD、藍光光碟和HD DVD，其中包括删剪镜头、演员和剧组成员交流、1983年的促销访谈，采访金融专业人士等。《颠倒乾坤》之后还与《美国之旅》发行套装。2018年电影上映35周年之际问世的特别版包含蓝光和数字版电影全片，还有幕后花絮。2011年，伯恩斯坦为本片创作的配乐限量发行两千张唱片。

## 分析

### 结局解读
媒体在文章中详细解读本片结局，帮助观众理解瓦伦丁和温索普是如何在赚取大笔利润同时迫使杜克兄弟破产。瓦伦丁和温索普炮制的农作物报告令杜克兄弟误以为橙子收成欠佳，供需关系将导致橙子价格上涨，股票、期货都不例外。杜克兄弟企图尽量买入冷冻浓缩橙汁期货操纵市场，因为供应有限时，拥有大量期货自然就能控制冷冻浓缩橙汁的价格，其他交易商明白杜克兄弟的企图后争先恐后加入抢购行列。每笔期货都代表一定数量的冷冻浓缩橙汁，大量买入导致价格迅速上涨至每磅（约453.59克）1.42美元。温索普和瓦伦丁认为价格已达最高位，于是以该价位卖出，按合同要求他们需在四月按供应冷冻浓缩橙汁。其他经纪人以为农作物报告公布后冷冻浓缩橙汁的价格肯定不止1.42美元，所以竭尽全力从两人手中购买。
接下来公布的真实报告表明橙子作物收成正常，冷冻浓缩橙汁不会短缺，交易商于是又拼命卖出，想尽量减少经济损失，期货价格因此暴跌。温索普和瓦伦丁于是在每磅29美分低位买入期货，但就是不从杜克兄弟手中买，这样他们不但赚到每磅高达1.2美元差价，而且这些买入和先前的卖出相抵，四月就不再需要履行任何交货合约。与此同时，杜克兄弟买下约150万磅冷冻浓缩橙汁期货，最后却一点儿都没卖出去。交易大厅下班时，他们必须交足保证金才能持有期货合约。两人买入的最高价达每磅1.42美元，现在单价都是29美分，要继续持有期货合约就必须交出3.94亿美元资金。杜克兄弟拿不出这么多钱，所以资产全部没收。

### 主题分析

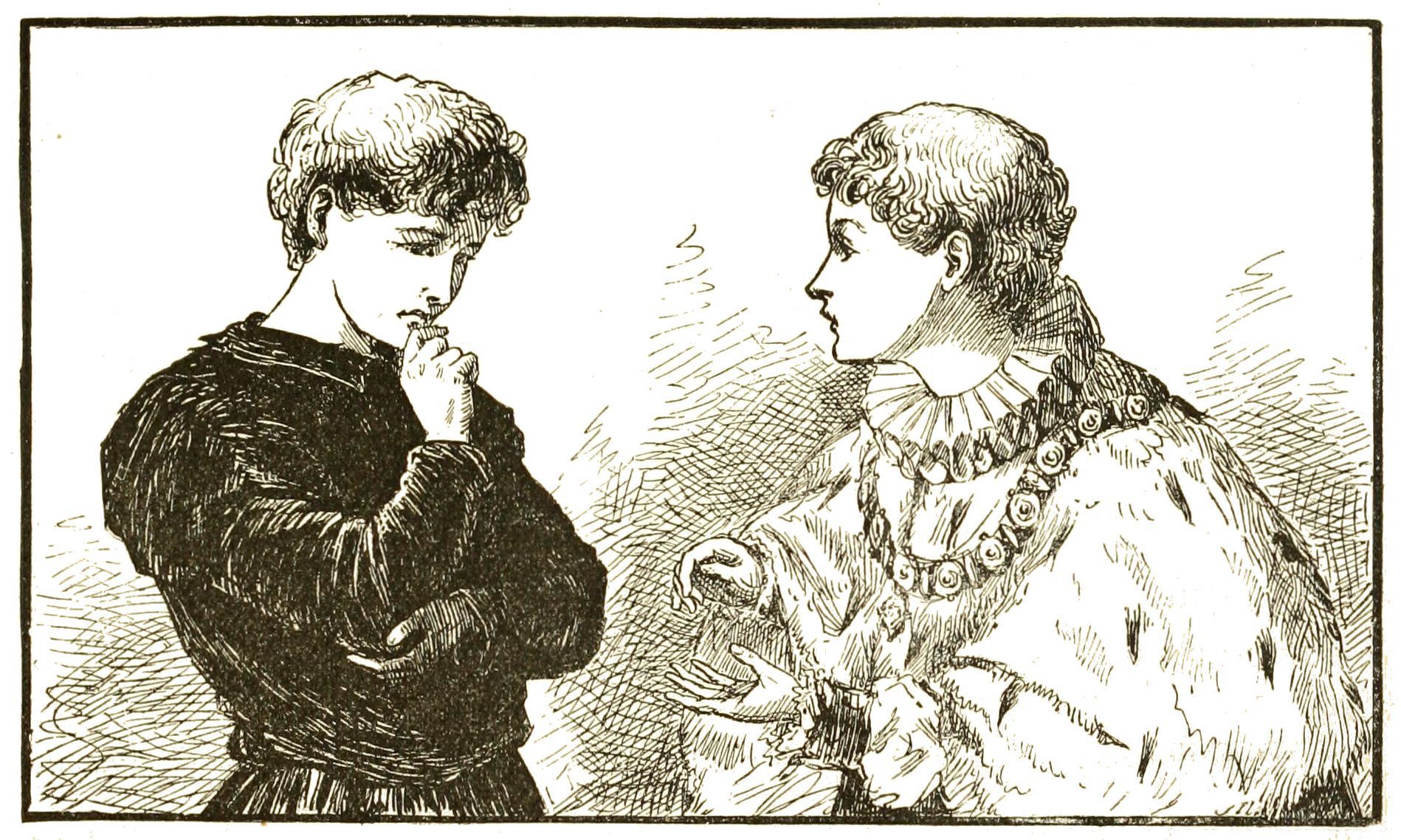
马克·吐温1882年小说《乞丐王子》插图。评论认为《颠倒乾坤》是吐温小说《乞丐王子》和《百万英镑》的现代版

《颠倒乾坤》的核心剧情是社会阶层截然相反的两人互换身份，评论认为这与马克·吐温1881年的小说《乞丐王子》异曲同工。小说讲述相貌异常相似的王子和乞丐临时交换身份，王子尝试贫穷困苦的生活，乞丐享受皇室生活的奢华。《乞丐王子》是白人文学经典之作，但《颠倒乾坤》却让黑人乞丐提升地位，代表对黑人侵占和取代的恐惧。还有评论将本片与吐温1893年的短篇小说《百万英镑》（The Million Pound Bank Note）对比，该文讲述两兄弟为打赌把无法兑现的一百万英镑支票送给穷人，观察其举止和生活会有什么变化。莫扎特的喜歌剧《费加罗的婚礼》讲述仆人费加罗出于报复挫败富裕雇主的阴谋，评论认为片中采用其中音乐别有深意。片头温索普开车上班时哼起歌剧中的咏叹调《你想要跳舞，我的小伯爵》（Se vuol ballare），是费加罗宣称要推翻现行体制的唱段，预示温索普终将击垮杜克兄弟。
《颠倒乾坤》的核心主题是极其富裕和极其贫穷的影响。片中描绘两种极端情境下的生活，一方穷奢极侈，另一方身陷贫困文化，思维定势和习惯导致他们难以摆脱贫困。哈里斯称，电影讽刺贪婪和社会习俗，但结局却是“好人”变得极其富有。经济不平等通过富人的生活体现，他们完全与贫困阶层脱节。杜克兄弟的赌局表明两人深感超人一等，根本不在乎包括温索普在内一切社会地位不如他们的人士死活，摧毁他人生活所换“奖赏”不过是高人一等的自豪感。作家卡罗琳·安德森（Carolyn Anderson）指出，片中人物（如瓦伦丁）社会地位提升时大多会附上“介绍”桥段，帮他们理解新世界的运作规则。相比之下，社会地位下降的人就没有这种待遇。
文森特·坎比认为，影片在向20世纪早期社会讽刺脱线喜剧致敬时也体现出时代的变迁。早期脱线喜剧推崇除金钱以外其他事物的价值，但《颠倒乾坤》的基础就是金钱价值，以及渴望拥有金钱的人。“英雄”的胜利就是赚大钱，“恶棍”的惩罚就是一贫如洗。英雄所得奖励就是远走高飞到热带岛屿，与过去的贫穷生活彻底剥离。片中钱无所不能，变得没钱后，人们迅速诉诸犯罪本能，与《亚瑟》和《乖仔也疯狂》一样堪称供給面经济学典范。瓦伦丁这种街头骗子拥有平等机遇后工作也能像温索普一样出色，这看似支持左翼政治理念，但片中同时又强调积累财富的重要，鼓吹里根时代政策等右翼思想。
大卫·巴德（David Budd）认为，《颠倒乾坤》对种族思维定势反其道而行之。伦道夫企图证明后天比先天重要，瓦伦丁拥有同等机遇时能力与温索普相比毫不逊色，在贫困和犯罪中摸爬滚打的过去毫无影响。两人的赌局结束后，莫蒂默还是打算把瓦伦丁赶回街头：“你真以为我会让黑鬼经营家族企业？”伦道夫秉持同等立场：“我也不会。”巴德认为，影片借此大声疾呼，质疑所谓的公平竞争环境中是否依然包含种族偏见。赫南·维拉（Hernan Vera）和安德鲁·戈登（Andrew Gordon）指出，片中涉及种族偏见的情节都得到黑人主角同意。片尾两人报复杜克时，温索普画上黑脸伪装，此举就事先征得瓦伦丁同意，后者还想方设法让古板的温索普放松。如今人们已经普遍认为黑脸扮装是无礼的种族主义举动，但凭借瓦伦丁的许可，如此行为就变得可以接受。温索普在片头导致瓦伦丁蒙冤被捕，后来又想栽赃陷害瓦伦丁入狱以夺回原有职位，但瓦伦丁还是接受并支持温索普。从另一角度来说，杜克兄弟的种族歧视倾向更加明显，瓦伦丁于是同温索普合作，帮他报复昔日雇主。瓦伦丁在本片中更接近传统的“白人”形象，似乎他本来就能在杜克兄弟的世界中生存和适应。
史蒂芬·希夫（Stephen Schiff）声称，电影把金钱描绘成最具价值的东西，这反过来就意味着奥菲莉亚身为妓女，在片中的价值完全源自她善于理财。哈德利·弗里曼（Hadley Freeman）称，奥菲莉亚就像《蓝精灵》中的蓝妹妹，其他人物都是男子，身为仅有的女子，她的作为就是貌美如花，坐等男人拯救。不过，本片一定程度上反其道而行，是奥菲莉亚拯救温索普，帮他在落入谷底万念俱灰之际鼓起生存下去的勇气。尼尔·卡伦（Neal Karlen）认为，奥菲莉亚对温索普所说台词“我在这个广阔世界中所能依靠的只有身体、脸蛋和头脑”令人物瞬间丰满，标志着她成为真正有血有肉的人。
《颠倒乾坤》采用圣诞电影常见套路强调主要人物的孤独感，其中又以温索普为甚。他在圣诞夜企图截赃瓦伦丁，恢复两人之前的社会地位，但这种犯罪行为被当场发现，他也在昔日雇主面前斯文扫地。在商店外等候时，连狗都朝他身上小便。自杀因枪卡壳失败后，天上又开始下雨。次日他融入科尔曼、奥菲莉亚和瓦伦丁组成的“家庭”后境遇才开始转变。

## 影响
除影响几位演员的星路外，许多评论认为《颠倒乾坤》是史上难得的喜剧佳作，堪称美国喜剧经典。艾克洛德1988年接受采访时称，《颠倒乾坤》、《魔鬼剋星》、《法网》、《福祿雙霸天》和《光棍出差》是他最好的作品。贝拉米和阿米契在墨菲主演的1988年电影《美国之旅》中再度诠释杜克兄弟，墨菲扮演富裕王子阿基姆（Akeem），把大笔现金送给流离失所的杜克兄弟，莫蒂默告诉伦道夫，这么多钱足够他们重新开始。墨菲本人表示，《颠倒乾坤》和《美国之旅》他都很喜欢，但如果一定要二选一，他会选择一人分饰多角的《美国之旅》。
据哈里斯透露，曾有人自称因《颠倒乾坤》走上从事金融事业的道路，哈里斯觉得这和电影的理念背道而驰。2019年，某匿名人士将拥有的本片版税分成权以14万美元转让，此时这份分成每年可获一万美元。
2010年，商品期货交易委员会主席加里·根斯勒（Gary Gensler）援引近三十年前上映的《颠倒乾坤》为证，为金融市场提出新规。根斯勒称：
我们建议禁止盗用政府信息参与商品市场交易。艾迪·墨菲主演电影《颠倒乾坤》中的杜克兄弟便是如此，凭借非法获取且尚未公布的农业部橙类作物报告，他们企图通过购买冷冻浓缩橙汁大发横财。艾迪·墨菲和丹·艾克洛德扮演的角色截获报告后利用信息交易获利并打垮杜克兄弟。
上述证词纳入《多德-弗兰克华尔街改革和消费者保护法案》，该法将商品市场的內線交易行为定为非法，其中的第746条又称“艾迪·墨菲法则”。

### 时间的考验
影评人把《颠倒乾坤》评为20世纪80年代难得的喜剧杰作，也是史上有数的圣诞电影佳作。2015年，美国编剧工会评选史上101部最风趣的电影剧本，本片和《春天不是读书天》并列排在第33位。2017年，英国广播公司向来自52个国家和地区的253位评论家（118男135女）征求意见，评选史上最风趣的一百部电影，《颠倒乾坤》排名第74。电影还在众多媒体评选的20世纪80年代最佳电影中榜上有名，其中独立电影频道（IFC）排第八，音樂電視網排17位，《今日美國》第37，爛番茄41位，《观察家报》第47。部分媒体还把本片列入史上最佳喜剧片之列，如《Time Out》排名第16，烂番茄26位，《帝國雜誌》第48。
片中情节跨度是圣诞节前后几个星期，但这不影响媒体将《颠倒乾坤》视为圣诞电影。2008年，《华盛顿邮报》宣称本片作为圣诞电影杰作，还远远没有得到应有的待遇。《大西洋》杂志认为本片是不那么传统的圣诞电影，但主题仍与圣诞节紧密相关，特别是涉及贫富鸿沟的部分。影片登上众多媒体评选的最佳圣诞电影榜，如《帝国杂志》排名第五，《娱乐周刊》排第12，“惊悚网”（Thrillist）第13，《Time Out》第23，烂番茄第24，《今天》第45，《乡村生活》（Country Living）和《每日电讯报》列入但未排名。1984年在意大利上映后，本片就一直是该国电视上颇得观众青睐的圣诞电影。
根据烂番茄网站收集的46篇评论，《颠倒乾坤》“新鲜度”达87%，平均评分7.45（最高10分）。网站的共识评述写道：“《颠倒乾坤》包含艾迪·墨菲与丹·艾克洛德的巧妙互动，是引人入注的社会讽刺佳作。”根据十篇评论打出69分，代表“普遍好评”。
随着时间的推移，部分评论家在称赞电影部分元素能够经受时间考验的同时，也指出片中存在一些今日眼光来看问题多多的内容，如种族主义言辞、黑脸扮装，以及暗示比克斯遭大猩猩强奸。片中莫蒂默称永远不会容许“黑鬼”经营他的企业，影片在电视上播映时有时会把这个词消音甚至把整段掐掉。2004年纪录片《N开头那个词》（The N-Word）的导演托德·威廉姆斯（Todd Williams）认为，这段台词对电影非常重要，不该遭审查删除。在他看来，这种假装某个词不存在的做法非常危险，就像有些人可能会故意对某些不好的事视而不见。《GQ》也有类似看法，觉得这些“敏感词”不致影响电影的社会意义。2020年乔治·弗洛伊德之死引发大量抗议示威，天空英国广播公司播放《颠倒乾坤》等16部电影时加入如下免责声明：“本片的部分态度、言辞和文化描述已经过时，如今可能引起反感”。